# Jiske Griffioen
Jiske Griffioen (ur. 17 kwietnia 1985 w Woerden) – holenderska tenisistka niepełnosprawna, liderka zarówno rankingu singlowego, jak i deblowego, zwyciężczyni 4 turniejów wielkoszlemowych w grze pojedynczej oraz 14 w grze podwójnej, trzykrotna zwyciężczyni mistrzostw na zakończenie sezonu w grze pojedynczej (2012, 2015, 2016), siedmiokrotna triumfatorka tej imprezy w grze podwójnej (2004-2008, 2012, 2015), mistrzyni paraolimpijska z Rio de Janeiro w grze pojedynczej oraz podwójnej. W karierze Griffioen zwyciężyła w 66 turniejach singlowych i 112 deblowych.

## Historia występów
Legenda
     W, wygrany turniej
     W, zdobyty złoty medal
     F, przegrana w finale
     F, zdobyty srebrny medal
     SFW, wygrana w meczu o trzecie miejsce
     SF, przegrana w półfinale, SFP, przegrana w meczu o trzecie miejsce
     QF, przegrana w ćwierćfinale
     xR przegrana w x rundzie
     LQ, przegrana w kwalifikacjach
     RR, przegrana w fazie grupowej
     A, brak startu
     NH, impreza nie odbyła się

### Występy w Wielkim Szlemie

#### Gra pojedyncza
| Wielkoszlemowe turnieje w singlu na wózkach |                |                |                |                |                |                |                |                |                |                |                |    |    |   |   |    |   |    |
| Australian Open                             | QF             | F              | SF             | SF             | QF             | SF             | SF             | A              | QF             | SF             | W              | W  | F  | A | A | A  | A | QF |
| French Open                                 | NH             | NH             | A              | QF             | QF             | QF             | SF             | SF             | F              | SF             | W              | QF | QF | A | A | A  | A | QF |
| Wimbledon                                   | Nie rozgrywano | Nie rozgrywano | Nie rozgrywano | Nie rozgrywano | Nie rozgrywano | Nie rozgrywano | Nie rozgrywano | Nie rozgrywano | Nie rozgrywano | Nie rozgrywano | Nie rozgrywano | W  | QF | A | A | NH | A | SF |
| US Open                                     | A              | QF             | SF             | NH             | QF             | SF             | SF             | NH             | QF             | SF             | SF             | NH | A  | A | A | A  | A | SF |

#### Gra podwójna
| Wielkoszlemowe turnieje w deblu na wózkach |                |                |                |                |    |    |   |    |   |   |   |    |   |   |   |    |   |    |
| Australian Open                            | SF             | W              | W              | W              | SF | SF | F | A  | W | F | F | F  | W | A | A | A  | A | SF |
| French Open                                | NH             | NH             | A              | W              | SF | SF | F | SF | W | F | W | F  | F | A | A | A  | A | QF |
| Wimbledon                                  | Nie rozgrywano | Nie rozgrywano | Nie rozgrywano | Nie rozgrywano | SF | SF | F | W  | W | F | F | F  | A | A | A | NH | A | SF |
| US Open                                    | A              | W              | W              | NH             | SF | SF | F | NH | W | F | W | NH | A | A | A | A  | A | SF |

### Turnieje Masters oraz igrzyska paraolimpijskie
| Turniej                  | 2002 | 2003 | 2004 | 2005           | 2006           | 2007           | 2008 | 2009           | 2010           | 2011           | 2012 | 2013           | 2014           | 2015           | 2016 | 2017           | 2018           | 2019           | 2020           | 2021 | 2022 |
| ------------------------ | ---- | ---- | ---- | -------------- | -------------- | -------------- | ---- | -------------- | -------------- | -------------- | ---- | -------------- | -------------- | -------------- | ---- | -------------- | -------------- | -------------- | -------------- | ---- | ---- |
| Turnieje Masters         |      |      |      |                |                |                |      |                |                |                |      |                |                |                |      |                |                |                |                |      |      |
| singel                   | A    | A    | F    | SFW            | SFW            | SF             | SF   | RR             | SF             | SF             | W    | F              | F              | W              | W    | A              | A              | A              | NH             | A    |      |
| debel                    | SF   | F    | W    | W              | W              | W              | W    | F              | A              | F              | W    | SF             | A              | W              | A    | A              | A              | A              | NH             | A    |      |
| Igrzyska paraolimpijskie |      |      |      |                |                |                |      |                |                |                |      |                |                |                |      |                |                |                |                |      |      |
| singel                   | NH   | NH   | 1R   | Nie rozgrywano | Nie rozgrywano | Nie rozgrywano | SFP  | Nie rozgrywano | Nie rozgrywano | Nie rozgrywano | SFW  | Nie rozgrywano | Nie rozgrywano | Nie rozgrywano | W    | Nie rozgrywano | Nie rozgrywano | Nie rozgrywano | Nie rozgrywano | A    | NH   |
| debel                    | NH   | NH   | QF   | Nie rozgrywano | Nie rozgrywano | Nie rozgrywano | F    | Nie rozgrywano | Nie rozgrywano | Nie rozgrywano | F    | Nie rozgrywano | Nie rozgrywano | Nie rozgrywano | W    | Nie rozgrywano | Nie rozgrywano | Nie rozgrywano | Nie rozgrywano | A    | NH   |